# Elezioni regionali in Molise del 1990
Le elezioni regionali in Molise del 1990 si tennero il 6 e 7 maggio.

## Risultati elettorali
| Liste                                                  | Voti    | %     | Seggi |
| ------------------------------------------------------ | ------- | ----- | ----- |
| Democrazia Cristiana (DC)                              | 130.137 | 58,94 | 19    |
| Partito Comunista Italiano (PCI)                       | 31.432  | 14,24 | 4     |
| Partito Socialista Italiano (PSI)                      | 26.391  | 11,95 | 4     |
| Partito Socialista Democratico Italiano (PSDI)         | 7.705   | 3,49  | 1     |
| Movimento Sociale Italiano - Destra Nazionale (MSI-DN) | 7.287   | 3,30  | 1     |
| Partito Repubblicano Italiano (PRI)                    | 6.615   | 3,00  | 1     |
| Partito Liberale Italiano (PLI)                        | 5.642   | 2,56  | -     |
| Lista Verde - Verdi Arcobaleno (LV-VA)                 | 3.065   | 1,39  | -     |
| Democrazia Proletaria (DP)                             | 1.211   | 0,55  | -     |
| Antiproibizionisti sulla Droga                         | 906     | 0,41  | -     |
| Lega Sud Molise                                        | 398     | 0,18  | -     |
| Totale                                                 | 220.789 |       | 30    |

| Riepilogo dei seggi | Riepilogo dei seggi | Riepilogo dei seggi | Riepilogo dei seggi | Riepilogo dei seggi | Riepilogo dei seggi | Riepilogo dei seggi |
| ------------------- | ------------------- | ------------------- | ------------------- | ------------------- | ------------------- | ------------------- |
|                     |                     |                     |                     |                     |                     |                     |
| PCI                 | 4                   | ▼ 1                 |                     | PSI                 | 4                   | ▲ 1                 |
| PSDI                | 1                   | ━                   |                     | PRI                 | 1                   | ━                   |
| DC                  | 19                  | ▲ 1                 |                     | MSI-DN              | 1                   | ━                   |
| PLI                 | 0                   | ▼ 1                 |                     |                     |                     |                     |

## Consiglieri eletti
| Partito  | Eletto                   |
| -------- | ------------------------ |
| DC       | Giuseppe Astore          |
| DC       | Nicolino Colalillo       |
| DC       | Mirco Cofelice           |
| DC       | Antonio Del Torto        |
| DC       | Luigi Di Bartolomeo      |
| DC       | Tommaso Di Domenico      |
| DC       | Giovanni Di Giandomenico |
| DC       | Mario Di Ianni           |
| DC       | Antonio Di Rocco         |
| DC       | Nicola Iacobacci         |
| DC       | Pasquale Ioffredi        |
| DC       | Angelo Michele Iorio     |
| DC       | Francesco Mancini        |
| DC       | Antonio Martino          |
| DC       | Emilio Orlando           |
| DC       | Lelio Pallante           |
| DC       | Pietro Pasquale          |
| DC       | Enrico Santoro           |
| DC       | Mario Verrecchia         |
| PCI      | Giovanni Di Pilla        |
| PCI      | Giovanni Di Stasi        |
| PCI      | Augusto Massa            |
| PCI      | Luigi Occhionero         |
| PSI      | Salvatore Conte          |
| PSI      | Ettore Di Domenico       |
| PSI      | Tullio Farina            |
| PSI      | Antonio Varanese         |
| PSDI     | Mario Totaro             |
| MSI - DN | Massimo Torraco          |
| PRI      | Giuseppe Mogavero        |